# カルナック＝ルフィアック
カルナック＝ルフィアック（仏: Carnac-Rouffiac）は、フランス南西部のロット県に属するコミューン。

## 地理
県の南西部に位置し、県都のカオールから西へ17km、小郡の中心地のリュゼックからは南西に8kmのところにある。畑や草地に石造りの建物が点在している。南側には幹線道路のD656が通っている。

## 行政
- 市長：クリスチャン・コレール（Christiane Kohler、2008年3月から）
- 前市長：ジャン＝ピエール・モリニエ（Jean-Pierre Molinié、2001年3月から2008年）

## 人口の推移
| 1962年 | 1968年 | 1975年 | 1982年 | 1990年 | 1999年 | 2006年 |
| ------ | ------ | ------ | ------ | ------ | ------ | ------ |
| 165    | 200    | 178    | 175    | 202    | 202    | 247    |

INSEEより。